# Le Voyage du condottière
Le Voyage du condottière est un récit d'André Suarès, qu'il écrivit à la suite de ses voyages en Italie entre 1893 et 1928. Plus qu'un guide, l'auteur y exprime vertement ses impressions de voyage, sur les lieux, les gens, les grands hommes, les artistes italiens. L'ouvrage est paru en 1932.

## Genèse
En 1893, André Suarès fait à pied son premier voyage en Italie ; il y retourne jusqu'en 1928 ; il en tire, entre-deux-guerres,  la matière du Voyage du condottière, contenant entre autres, les descriptions de Venise, de Florence, de Sienne, mais aussi de Gênes ou de Sansepolcro, mais encore d'artistes comme Giotto, Dante, Piero della Francesca, Fra Angelico, Léonard de Vinci, Luca Signorelli, Botticelli, Michel-Ange, Véronèse, Monteverdi ou Titien.

## Fortune critique
De ce maître livre, unique en son genre, à la fois récit de voyage et traité métaphysique, Jean d'Ormesson a pu écrire dans Odeur du temps : « Pour le voyageur qui veut connaître de l'Italie, de son art, de son âme, autre chose que l'apparence la plus superficielle, le Voyage du condottière sera un guide incomparable. De Bâle et Milan, à Venise à Florence, à Sienne, en passant par toutes les petites villes de l'Italie du Nord, pleines de chefs-d'œuvre, de souvenirs et de couleurs, Suarès nous entraîne avec un bonheur un peu rude où la profondeur se mêle au brillant et à la subtilité. De tous, des artistes comme des villes, il parle avec violence et parfois avec injustice, toujours sans fadeur et sans le moindre lieu commun. »